# El Lisitski
Lázar Márkovich Lisitski (Лазарь Маркович Лисицкийⓘ, 23 de noviembre de 1890 - 30 de diciembre de 1941), conocido como El Lissitzky (Эль Лисицкий), fue un artista, diseñador, fotógrafo, maestro, tipógrafo y arquitecto ruso. Fue una de las figuras más importantes de la vanguardia rusa, contribuyendo al desarrollo del suprematismo junto a su amigo y mentor, Kazimir Malévich, y diseñó numerosas exposiciones y obras de propaganda para la Unión Soviética. Se lo considera uno de los principales representantes del arte abstracto y pionero en su país del constructivismo. Su obra influyó grandemente en los movimientos de la Bauhaus, el constructivismo y De Stijl, y experimentó con técnicas de producción y recursos estilísticos que posteriormente dominaron el diseño gráfico del siglo XX.
Toda la carrera de Lissitzky se guio por la creencia de que el artista podía ser un agente del cambio social, lo que más tarde resumió en su dicho, "das zielbewußte Schaffen" (La creación orientada a un objetivo). Era judío, y comenzó su carrera con ilustraciones de libros infantiles en yidis, en un esfuerzo por promover la cultura judía en Rusia, un país que estaba pasando por un enorme cambio en aquella época y que acababa de revocar sus leyes antisemitas. A los quince años de edad comenzó a impartir enseñanza, una tarea a la que se dedicó durante la mayor parte de su vida. A lo largo de los años, enseñó desde diversos cargos, escuelas y medios artísticos, difundiendo e intercambiando ideas a un ritmo rápido. Llevó consigo su ética cuando trabajó con Malévich liderando el grupo artístico suprematista UNOVIS, donde desarrolló una serie suprematista variante propia, los Prouns, y más aún en 1921 cuando asumió un cargo como embajador cultural de Rusia en la Alemania de Weimar, trabajando con una serie de figuras destacadas a las que influyó, tanto de la Bauhaus como del movimiento De Stijl. Durante el resto de su vida, realizó innovaciones significativas y cambios en los campos de la tipografía, diseño de exposiciones, fotomontaje y diseño de libros, produciendo obras respetadas por los críticos y obteniendo el aplauso internacional por sus diseños de exposiciones. Así siguió hasta su muerte, produciendo su última obra en 1941: un cartel de propaganda soviética que instaba al pueblo a construir más tanques para la lucha contra la Alemania nazi.

## Vanguardia

### Suprematismo

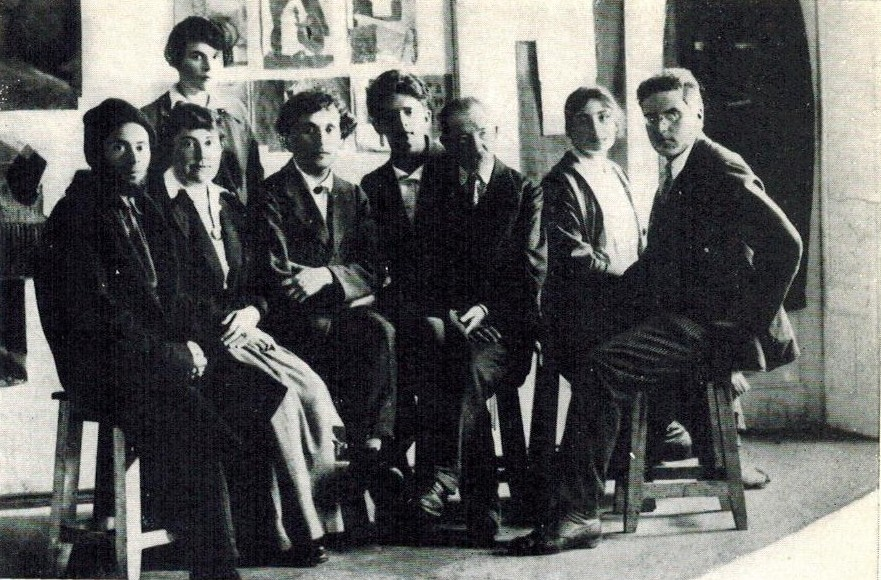
Profesores de la Escuela de Arte de Vítebsk. Sentados (de izda. a dcha.): El Lisitski, Vera Yermoláyeva, Marc Chagall, David Yakersón, Yehuda Pen, Nina Kogan y Aleksandr Romm. 1919.

En el año 1919, Marc Chagall, director de la Escuela de Arte de Vítebsk, lo invitó a unirse al cuerpo de profesores para enseñar artes gráficas, impresión y arquitectura; esta escuela había sido creada por Chagall después de ser nombrado Comisario de Asuntos Artísticos para Vítebsk en 1918. Chagall también invitó a otros artistas rusos, en particular al pintor y teórico del arte Kazimir Malévich, quien fue una importante influencia para Lissitzky; también llamó al anterior maestro de Lissitzky, Yehuda Pen. Malévich trajo consigo una riqueza de ideas nuevas, la mayor parte de las cuales chocaron con Chagall e inspiraron a Lissitzky. Después de pasar por el impresionismo, primitivismo, y cubismo, Malévich comenzó a desarrollar sus ideas sobre el suprematismo, y a defenderlas agresivamente. En desarrollo desde 1915, el suprematismo rechazaba la imitación de las formas naturales y se centraba más en la creación de formas distintivas y geométricas. Reemplazó el programa de enseñanza clásico con el suyo propio y extendió sus ideas suprematistas y técnicas por toda la escuela. Chagall defendía ideales más clásicos y Lisitski, leal todavía a Chagall, se veía dividido entre dos caminos artísticos opuestos. Lissitzky al final optó por el suprematismo de Malévich y se separó del arte judío tradicional. Chagall dejó la escuela poco después.

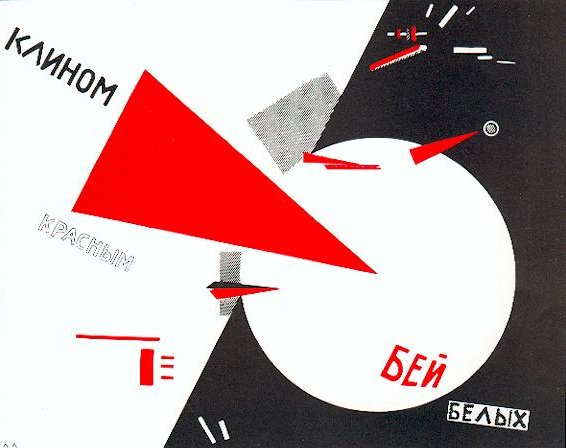
«Golpea a los blancos con la cuña roja». 1919

En este punto, Lissitzky se adhirió plenamente al suprematismo y, bajo la guía de Malévich, ayudó a desarrollar más el movimiento. Algunas de sus obras más famosas son de esta época, siendo quizá la más conocida su cartel propagandístico de 1919 titulado «Golpea a los blancos con la cuña roja». Rusia pasaba por entonces una guerra civil que se luchaba principalmente entre los «Rojos», que eran los comunistas y revolucionarios, y los «Blancos» que eran monárquicos, conservadores, liberales y socialistas que se oponían a la Revolución Bolchevique. La imagen de una cuña roja rompiendo la forma blanca, siendo tan simple como era, transmitía un poderoso mensaje que no dejaba dudas en la mente de los espectadores, sobre su intención. Se señala con frecuencia que esta pieza alude a formas similares usadas en mapas militares y, junto a su simbolismo político, fue uno de los primeros grandes pasos de Lissitzky apartándose del suprematismo no objetivo de Malévich para seguir su propio estilo. Afirmó:

El artista construye un nuevo símbolo con su pincel. El símbolo no es una forma reconocible de nada que ya esté acabado, ya hecho, o ya existente en el mundo — es un símbolo de un mundo nuevo, que se está construyendo y que existe por medio del pueblo.
 Lissitzky

También en 1919, Lissitzky se unió y asumió un papel prominente en el grupo UNOVIS, de corta duración, pero de gran influencia. El nombre es un acrónimo de Utverdíteli Nóvogo Iskusstva («Forjadores del Arte Nuevo»), una asociación proto-suprematista de estudiantes, profesores, y otros artistas. Anteriormente conocido como MOLPOSNOVIS y POSNOVIS, el grupo fue rebautizado como UNOVIS cuando Malévich se convirtió en su líder. En febrero de 1920, bajo el liderazgo de Malévich, el grupo trabajó en un «ballet suprematista», coreografiado por Nina Kogan. El mismo año, se representó una nueva versión la célebre ópera futurista de Alekséi Kruchiónyj y Mijaíl Matiushin Victoria sobre el sol estrenada en 1913 en San Petersburgo. Resulta interesante destacar que Lissitzky y todo el grupo eligieron compartir el crédito y la responsabilidad de las obras producidas dentro del grupo, firmando la mayor parte de las piezas con un cuadrado negro solitario. Esto era en parte un homenaje a una pieza similar de su líder, Malévich, y un abrazo simbólico al ideal comunista. Esto sería, de facto, el sello de UNOVIS que asumió el papel de nombres individuales o iniciales. El grupo, que se disgregó en 1922, tendría un papel fundamental en la difusión de la ideología suprematista en Rusia y en el extranjero también y lanzó el estatus de Lissitzky como una de las figuras líderes de vanguardia.

### Los «prounen»
Durante este período, Lissitzky procedió a desarrollar una variante propia del estilo suprematista, una serie de cuadros geométricos y abstractos a los que denominó «proun» (en plural, «prounen» o «Proyectos Proun»). El significado exacto de la palabra proun nunca fue plenamente establecido, sugiriendo algunos que es una contracción de «proekt UNOVISa» («Diseño arquitectónico para UNOVIS»), o «proekt utverzhdenia nóvogo» («Diseño para la afirmación de lo nuevo»). Más tarde fue definido por Lissitzky de manera ambigua como «un estado intermedio entre la pintura y la arquitectura». Esto describe su síntesis de los conceptos de la arquitectura con la pintura. En español se ha hablado de «proyectos para el establecimiento —o afirmación— de un arte nuevo».
Con los prounen introdujo ilusiones tridimensionales a través del empleo de formas con cierto efecto arquitectónico. Proun fue esencialmente la exploración de Lissitzky del lenguaje visual del suprematismo con elementos espaciales, utilizando ejes cambiantes y perspectivas múltiples; ambas eran ideas inusuales en el suprematismo. El suprematismo de la época se llevaba a cabo casi exclusivamente a través de formas bidimensionales, y Lissitzky, con su gusto por la arquitectura y otros conceptos tridimensionales, intentó llevar al suprematismo más allá. Sus prounen abarcaron media década y evolucionaron desde pinturas y litografías sencillas hasta instalaciones plenas en tres dimensiones. Fueron la base de sus experimentaciones posteriores en arquitectura y diseño de exposiciones. Mientras las pinturas eran artísticas por derecho propio, fue significativo su uso como una puesta en escena de sus primeras ideas arquitectónicas. En estas obras, los elementos básicos de arquitectura —volumen, masa, color, espacio y ritmo— se sometieron a una formulación fresca en relación con los nuevos ideales suprematistas.

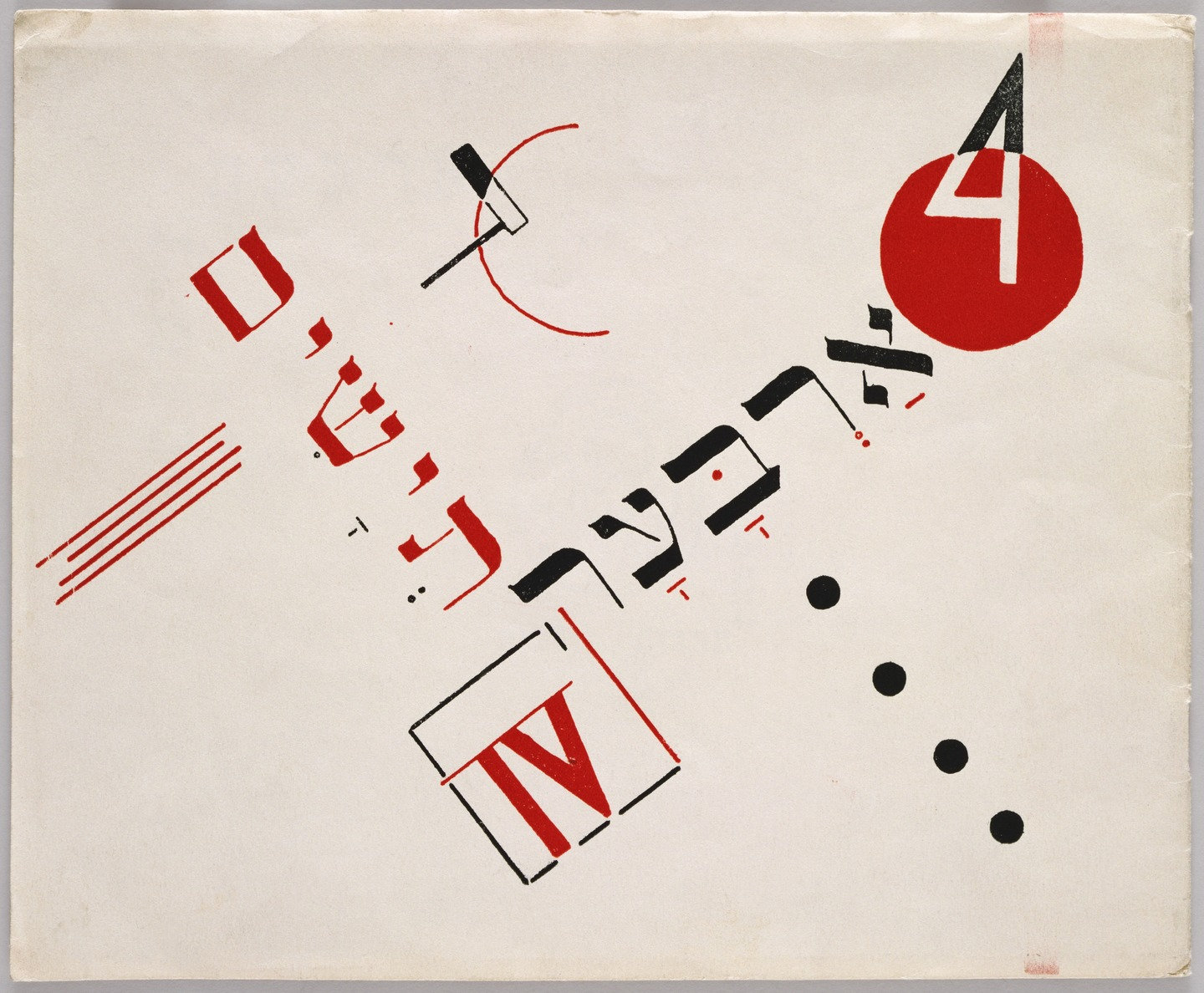
Portada del libro Arba'ah Teyashim. 1922

Los prounen se inscriben en un proyecto artístico inédito que él definió con las palabras: «De reproductor, el artista se ha convertido en constructor de un nuevo universo de objetos». En 1920, se acerca a Vladímir Tatlin y al constructivismo, movimiento al que hizo una contribución de primer orden.
Los temas y símbolos judíos aparecieron algunas veces en sus prounen, normalmente mediante el uso que Lissitzky hacía de letras hebreas como parte de la tipografía o código visual. Para la cubierta del libro de 1922 Arba'ah Teyashim («Cuatro machos cabríos»), muestra una composición de letras hebreas como elementos arquitectónicos en un diseño dinámico que refleja su tipografía proun contemporánea. Este tema se extendió a otras obras, por ejemplo su ilustración del libro Shifs-Karta («Billete de pasajero»).

### Regreso a Alemania
En 1921, coincidiendo más o menos con la desaparición de UNOVIS, el suprematismo empezaba a romperse en dos mitades ideológicamente opuestas, una que favorecía un arte espiritual, utópico, y otra que defendía un arte más utilitario que sirviera a la sociedad. Lissitzky no formó parte plenamente de ninguna de las dos y abandonó Vítebsk ese año. Cogió un trabajo como representante cultural de Rusia y se trasladó a Berlín, donde establecería contactos entre los artistas rusos y los alemanes. Allí asumió también la tarea de escritor y dibujante para varias revistas y periódicos internacionales, al mismo tiempo que contribuía a promocionar la vanguardia a través de varias exposiciones en galerías de arte. Comenzó con Veshch-Gerenstand-Objekt (en ruso: вещь (veshch) es objeto), impresionante revista aunque de corta duración (solo se publicaron tres números) en colaboración con el escritor judío ruso Iliá Erenburg. Se pretendía que la revista mostrase el arte ruso contemporáneo a Europa occidental, centrándose en particular en las nuevas obras suprematistas y constructivistas. Los editores promovieron el lema El arte ahora es internacional («Искусство ныне интернационально»). Los artículos se publicaban en las lenguas originales de sus autores: alemán, francés y ruso. En el primer número, Lissitzky escribió:

Consideramos que el triunfo del método constructivista es esencial para nuestra época. Lo encontramos no sólo en la nueva economía y en el desarrollo de la industria, sino también en la psicología de nuestros artistas contemporáneos. Veshch defenderá el arte constructivista, cuya misión no es, después de todo, embellecer la vida, sino organizarla.
Lisitski

Durante su estancia también desarrolló su carrera como un diseñador gráfico con algunas obras históricamente importantes, como el libro Dlia gólosa («Para la voz»), una colección de poemas de Vladímir Mayakovski, y el libro Die Kunstismen («Los ismos en el arte») junto a Jean Arp. Conoció y se hizo amigo de muchos otros artistas, en especial de Kurt Schwitters, László Moholy-Nagy y Theo van Doesburg. Con Molohy, Mies van der Rohe, H. Richter y Arp, constituyó el Grupo G; se convierte, desde ese momento, en el nexo de unión primordial entre la abstracción revolucionaria soviética y las investigaciones de la Bauhaus y del movimiento De Stijl.
Su actividad es extremadamente innovadora dentro del campo de la tipografía y del fotomontaje. Los carteles que realizó influyeron en toda una generación de artistas europeos. Lissitzky, junto con Schwitters y van Doesburg, introdujo la idea de un movimiento artístico internacional bajo las líneas maestras del Constructivismo al tiempo que trabajaba con Kurt Schwitters en el número Nasci (Naturaleza, 1924) de la revista Merz (a la derecha), y continuó ilustrando libros de niños.
Después de publicar su primera serie proun en Moscú en 1921, Schwitters presentó a Lissitzky a Kestner-Gesellschaft, galería de Hanover, en 1922, donde celebró su primera exposición individual. La segunda serie proun, impresa en Hanóver en 1923, fue un éxito, utilizando nuevas y sofisticadas técnicas de impresión. Más tarde, conoció a Sophie Kuppers, viuda del director artístico de una galería en la que Lissitzky estaba exponiendo; se casaron en 1927.
Fundó, con M. Stam y H. Schmidt, el grupo de la revista ABC. Publicó igualmente un ensayo: Kunst und Pangeometrie, sobre el arte suprematista en 1925.
En 1924, Lissitzky marchó a Davos, Suiza, para tratar su tuberculosis. Se mantuvo muy ocupado durante su estancia, trabajando en diseños de anuncios para la firma Pelikan (que a cambio pagó su tratamiento), traduciendo al alemán artículos escritos por Malévich, y experimentó mucho con el diseño tipográfico y la fotografía.
Lissitzky estuvo en Europa occidental difundiendo las ideas de la vanguardia rusa, con algunas interrupciones, básicamente entre 1922 y 1931.

## Últimos años
En 1925, después de que el gobierno suizo negase su petición de renovar el visado, Lissitzky regresó a Moscú. Continuó hasta su muerte la actividad dentro del campo gráfico, arquitectónico, publicitario, teatral y cinematográfico. Comenzó a enseñar diseño de interiores, metalurgia y arquitectura en VJUTEMÁS (Talleres Superiores Artísticos y Técnicos), un puesto que mantendría hasta 1930.
Estando allí, dejó de hacer prounen y fue dedicándose más a la arquitectura y los diseños de propaganda. De esta época data su proyecto para la tribuna de Lenin y el rascacielos llamado Wolkenbügel. Era un rascacielos único que diseñó en 1926 junto con el arquitecto Mart Stam, sobre tres postes, planeado para Moscú. Aunque no se construyó nunca, el edificio era una franca contradicción con el estilo vertical de los Estados Unidos, puesto que el edificio sólo se levantaba hasta una altura relativamente modesta y luego se expandía horizontalmente sobre una intersección de manera que se hiciera mejor uso del espacio. Sus tres postes estaban en tres esquinas diferentes de la calle, enmarcando la intersección. Una ilustración de este proyecto apareció en la portada del libro de Adolf Behne, Der Moderne Zweckbau, y Lissitzky escribió artículos sobre él, que aparecieron en un número de la revista de arquitectura con sede en Moscú ASNOVA News (diario de ASNOVA, la Asociación de los Nuevos Arquitectos), y en el diario de arte alemán Das Kunstblatt.
Además de su obra arquitectónica, comenzó a diseñar montajes para exposiciones para el gobierno, incluyendo el Internationale Kunstausstellung («Exposición Internacional de Arte») en Dresde, y el Raum Konstruktive Kunst («Espacio para arte constructivo») y Abstraktes Kabinett en Hanover, que los nazis destruyeron al ser considerado arte degenerado. Una de sus exposiciones más notables fue la Exposición Poligráfica en Moscú en 1927, que hizo que lo nombrasen jefe del equipo de artistas que diseñarían los pabellones posteriores. Su obra en esta exposición fue radicalmente nueva, especialmente a lado de los diseños, muy clásicos, de otros países participantes.

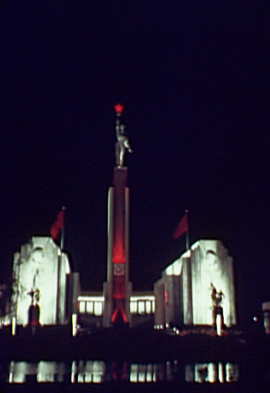
Pabellón de la URSS en la Exposición Mundial de Nueva York de 1939

Igualmente, construyó muchos pabellones soviéticos incluyendo uno de sus pabellones en la Exposición Mundial de Nueva York del año 1939.
Junto al diseño de pabellones, Lissitzky comenzó a experimentar de nuevo con los medios impresos. Su obra de diseño de libros y periódicos fue quizá la más acabada e influyente. Lanzó innovaciones nuevas y radicales en tipografía y fotomontaje, dos campos para los que estaba particularmente dotado. Incluso diseñó un anuncio de nacimiento de su hijo mediante un fotomontaje en el año 1930, para su hijo recién nacido Jen. La imagen en sí se ve como otra aprobación personal de la Unión Soviética, pues sobrepone la imagen del bebé Jen sobre la chimenea de una fábrica, vinculando el futuro de Jen con el progreso industrial de su país. Por esta época, el interés de Lissitzky por el diseño de libros aumentó. En los años que le quedaban, algunas de sus obras más innovadoras y desafiantes se desarrollarían en este campo. Al discutir su visión del libro, escribió:

En contraste con el antiguo arte monumental [el libro] en sí va al pueblo, y no permanece en pie como una catedral en un solo lugar esperando a que alguien se le acerque... [El libro es el] monumento del futuro.
Lisitski

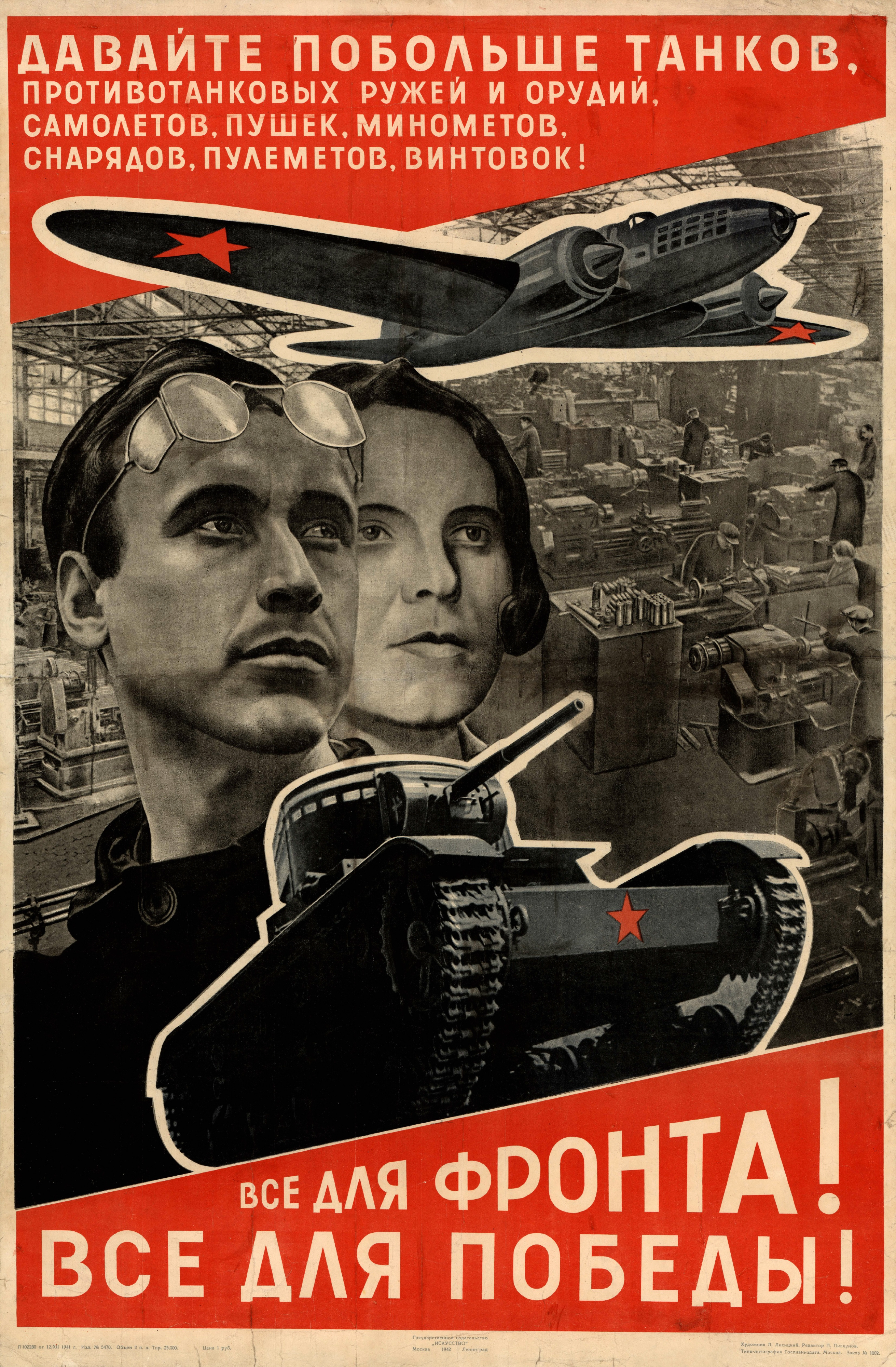
Cartel «¡Dadnos más tanques!». 1942

Concebía los libros como objetos permanentes que estaban investidos de poder. Este poder era único desde el momento en que podían transmitir ideas a la gente de diferentes épocas, culturas, e intereses, y hacerlo de una manera en que no podían el resto de las formas artísticas. Esto representa un punto de ambición que une todas sus obras, particularmente en sus últimos años. Lissitzky se dedicó a la idea de crear un arte con poder y un propósito; arte que pudiera invocar el cambio.
En sus últimos años de vida, se planteó la necesidad de realizar una misión social, por lo cual se comprometió personalmente con la Unión Soviética a destinar su potencial artístico a la propaganda del estado soviético hasta el día de su muerte. Empezó a trabajar en la revista de propaganda URSS en construcción, donde produjo algunos de sus más radicales experimentos con el diseño de libros. Cada número se dedicaba a un tema que en ese momento concreto importase a Stalin — la construcción de una nueva presa, reformas constitucionales, el avance del Ejército Rojo, etcétera.
En 1941, enfermó de nuevo de tuberculosis, pero aún siguió produciendo obras, siendo una de las últimas un cartel de propaganda para los esfuerzos rusos en la II Guerra Mundial, titulado Davaite pobolshe tánkov! («¡Dadnos más tanques!»)
Murió el 30 de diciembre de 1941 en Moscú.

## Legado
A lo largo de su carrera, Lissitzky anticipó toda una serie de métodos, ideas y movimientos que tuvieron amplio impacto en el arte contemporáneo — particularmente en los campos del diseño gráfico, diseño de exposiciones, y arquitectura. En parte debido a su constante expansión y experimentación en diferentes medios y estilos, y su espíritu innovador en ellos, la obra de Lissitzky está en general muy bien considerada por historiadores y críticos. Fue uno de los principales innovadores de la moderna tipografía y fotomontaje, ambos campos relativamente nuevos en su época.
Se preocupó también desde los primeros años de su carrera por el diseño de libros. Pensaba en el libro como un objeto dinámico, una «unidad de acústica y óptica» que requería la participación activa del espectador. Mientras trabajaba en la revista URSS en construcción llevó su experimentación e innovación con el diseño de libros hasta el extremo. En el número #2 incluía múltiples páginas con dobleces, presentadas para que encajasen con otras páginas dobladas que juntas producían combinaciones de diseños y una estructura narrativa que en aquella época era totalmente original. También invirtió grandes esfuerzos en establecer enlaces internacionales entre los artistas y en la promoción de nuevas ideas, ayudando a que la vanguardia se diseminara por Europa. Esto comenzó localmente con UNOVIS, donde intentó divulgar y promover el nuevo arte ante todo en Rusia, y alcanzó su cumbre durante su estancia en Alemania, donde intercambió ideas internacionalmente y ayudó a que fueran influyentes la Bauhaus alemana y el movimiento neerlandés De Stijl.
Junto a sus esfuerzos en pro del avance del arte, Lissitzky trabajó sin descanso para mejorar la vida a través del arte. A tal efecto escogió estudiar arquitectura en su juventud; un medio artístico que directamente afecta y contribuye a la sociedad. Fue un ardiente defensor de la ideología comunista y dedicó gran parte de su vida y energía a su servicio. A través de sus prounen desarrolló modelos utópicos para un mundo nuevo y mejor. Este enfoque, en el que el artista crea arte con un propósito definido socialmente, puede resumirse en su frase "das zielbewußte Schaffen" — «una creación orientada a una tarea».
En sus últimos años introdujo cambios revolucionarios en el diseño de exposiciones, obteniendo así un respeto internacional, así como prestigio dentro de su propio país y gobierno. En diseño de exposiciones y de propaganda, encontró un área en la que podía aplicar sus fuerzas creativas al servicio de la sociedad. En su autobiografía escrita en junio de 1941 (que más tarde fue publicada por su esposa), Lissitzky escribió, "1926. Comienza mi obra más importante como artista: la creación de exposiciones."

## Obras escogidas
| Obra gráfica escogida | Obra gráfica escogida | Obra gráfica escogida | Obra gráfica escogida |
| Tipo | Año                   | Descripción | Medio |
| --- | --------------------- | --- | --- |
| Obras yidis | 1917                  | Sihas hulin: Eyne fun di geshikhten (Una conversación cotidiana: Una historia) | Portada |
| Obras yidis | 1919                  | «Cover of Yingl Tsingl Khvat» (El chico travieso) | Portada |
| Obras yidis | 1919                  | Had gadya (Una cabra) | Portada Página Contraportada |
| Obras yidis | 1922                  | Arba'ah Teyashim (Cuatro machos cabríos) | |
| Cuadros, carteles | 1919                  | Lithografía, Golpead a los blancos con la cuña roja | Imagen |
| Cuadros, carteles | 1929                  | Cartel para la exposición rusa, Kunstgewerbemuseum, Zúrich | Cartel, Estudio para el cartel |
| Proun | 1919                  | Proun 1C | Museo Thyssen-Bornemisza, Madrid |
| Proun | 1920                  | Proun 2C | Proun |
| Proun | 1922                  | Proun sin título | Proun |
| Proun | 1922                  | Libro infantil proun Suprematicheskii skaz pro dva kvadrata v shesti postroikakh (Historia suprematista de dos cuadrados en seis construcciones) | Portada Pág. 1 Pág. 2 Pág. 3 Pág. 4 Pág. 5 Pág. 6 Pág. 7 Pág. 8 Pág. 9 Pág. 10 Última pág. Contraportada |
| Proun | 1922                  | Proun 19D | MoMA, Nueva York |
| Proun | 1923                  | Proun 12E | Proun, M.º Busch-Reisinger, Universidad Harvard |
| Proun | 1924                  | Proun sin título | Proun |
| Diseño gráfico | 1922                  | Shest povestei o legkij kontsaj (Seis cuentos con final feliz), libro de Iliá Erenburg | Portada |
| Diseño gráfico | 1923                  | Diseño para Vladímir Mayakovski, Dlia gólosa (Para la voz) | Portada Pág. 1 Pág. 2 Págs. 3–4 Págs. 5–6 Págs. 7–8 Págs. 9–10 Págs. 11–12 Pág. 13 Archivado el 27 de noviembre de 2007 en Wayback Machine. Pág. 14 Págs. 15–16 Págs. 17–18 Archivado el 29 de junio de 2003 en Wayback Machine. Págs. 21–22 Págs. 23–24 Archivado el 13 de octubre de 2007 en Wayback Machine. |
| Diseño gráfico | 1923                  | Página para el programa de Victoria sobre el sol | Diseño |
| Diseño gráfico | 1924                  | Merz Diseño. Vol 2, n.º 8/9, "Nasci," | [[:\|Portada]] |
| Diseño gráfico | 1925                  | Die Kunstismen («Los ismos en el arte») por Lissitzky y Jean Arp | Portada Páginas |
| Diseño gráfico | 1928                  | Catálogo de exposición de Union der Sozialistischen Sowjet-Republiken: Katalog des Sowjet-Pavillons auf der Internationalen Presse-Ausstellung(Unión de Repúblicas Socialistas Soviéticas: Catálogo del Pabellón Soviético en la Exposición Internacional de Colonia) | Portada |
| Diseño gráfico | 1930                  | Russland: Die Rekonstruktion der Architektur in der Sowjetunion (Rusia: La reconstrucción de la arquitectura en la Unión Soviética) | Portada Contraportada |
| Diseño gráfico | 1935                  | Industriia sotsializma: Tiazhelaia promyshlennost k VII Vsesoiuznomu Sezdu Sovetov (Industria del socialismo: Industria pesada para el VII Congreso de los Soviets)                                                                                                   | Portada |
| Publicidad | 1924                  | Anuncio para tinta de la empresa Pelikan | Diseño |
| Publicidad | 1924                  | Relieve publicitario en panel de madera, para cintas de máquina de escribir Pelikan | Diseño |
| Publicidad | 1925                  | Anuncio para tinta de dibujo Pelikan | Diseño |
| Fotografía | 1925                  | Autorretratos | 19241925 |
| Fotografía | 1925                  | Fotomontaje de Kurt Schwitters | Imagen |
| Fotografía | 1928                  | Corredor en la ciudad | Imagen |
| Fotografía | 1929                  | Catálogo de exposición para Iaponskoye kino: Vystavka (Exposición de cine japonés) | Portada |
| Fotografía | 1930                  | Montaje de trabajadores y chimeneas, para USSR im bau | Imagen |
| Fuente: Obras de El Lissitzky (2001). Obtenido el 20 de marzo de 2005. — Fuente: Monumentos del Futuro: Diseños de El Lissitzky (2002) Obtenido el 20 de marzo de 2005 — Fuente: El Lissitzky (2002) Obtenido el 28 de marzo de 2005 |                       | | |

Grandes cantidades de sus obras se encuentran en permanente exposición en galerías y museos de todo el mundo. Muchas obras proun se pueden ver en el Van Abbemuseum de los Países Bajos, con otras obras abstractas expuestas en el Museo Sprengel de Hanóver. Su obra forma parte de la Colección Peggy Guggenheim en Venecia. En España, puede verse en el Museo Thyssen-Bornemisza de Madrid.

## Galería

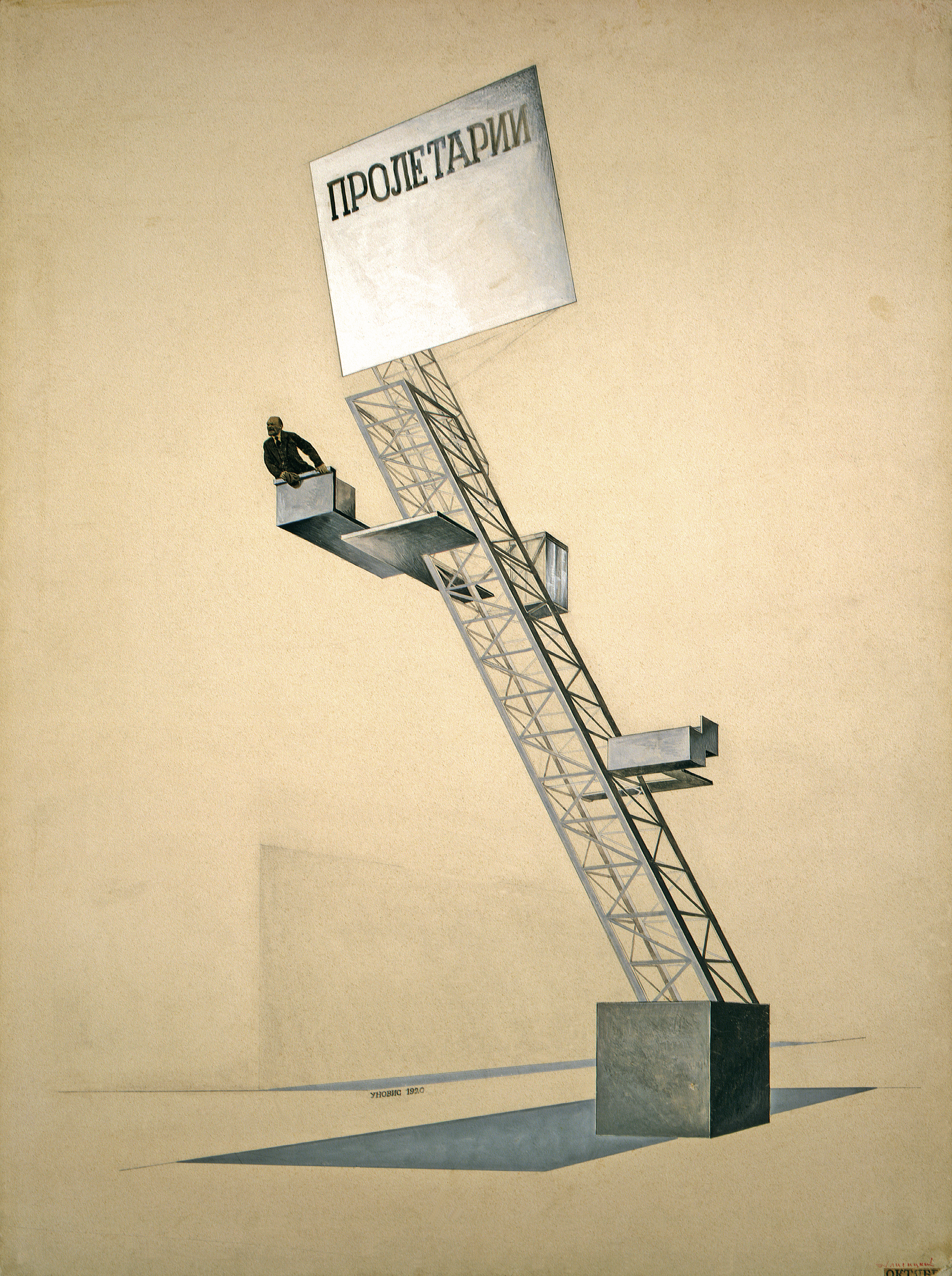
Lenin Tribune, 1920. Galería Tretiakov, Moscú
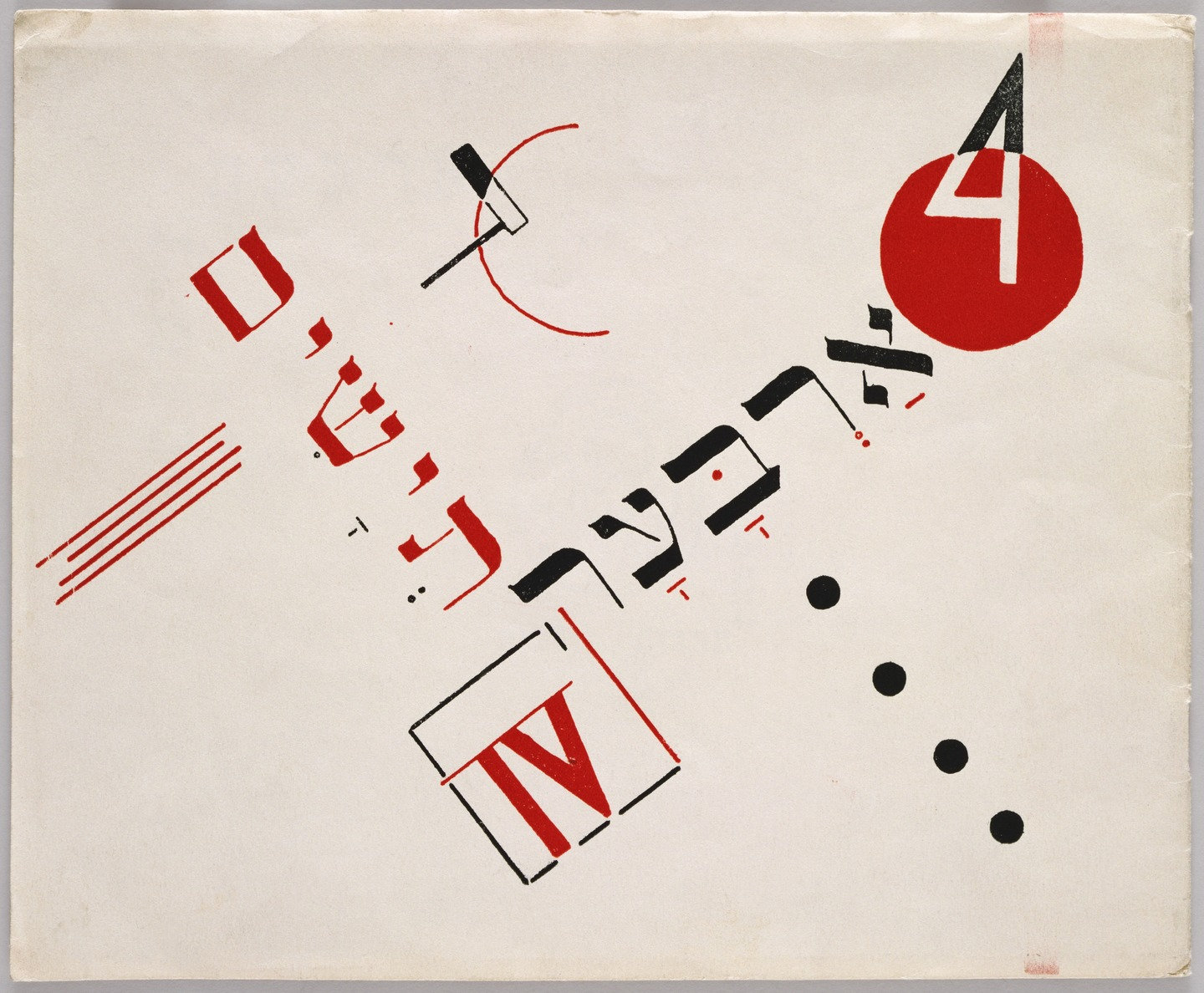
Design, 1922
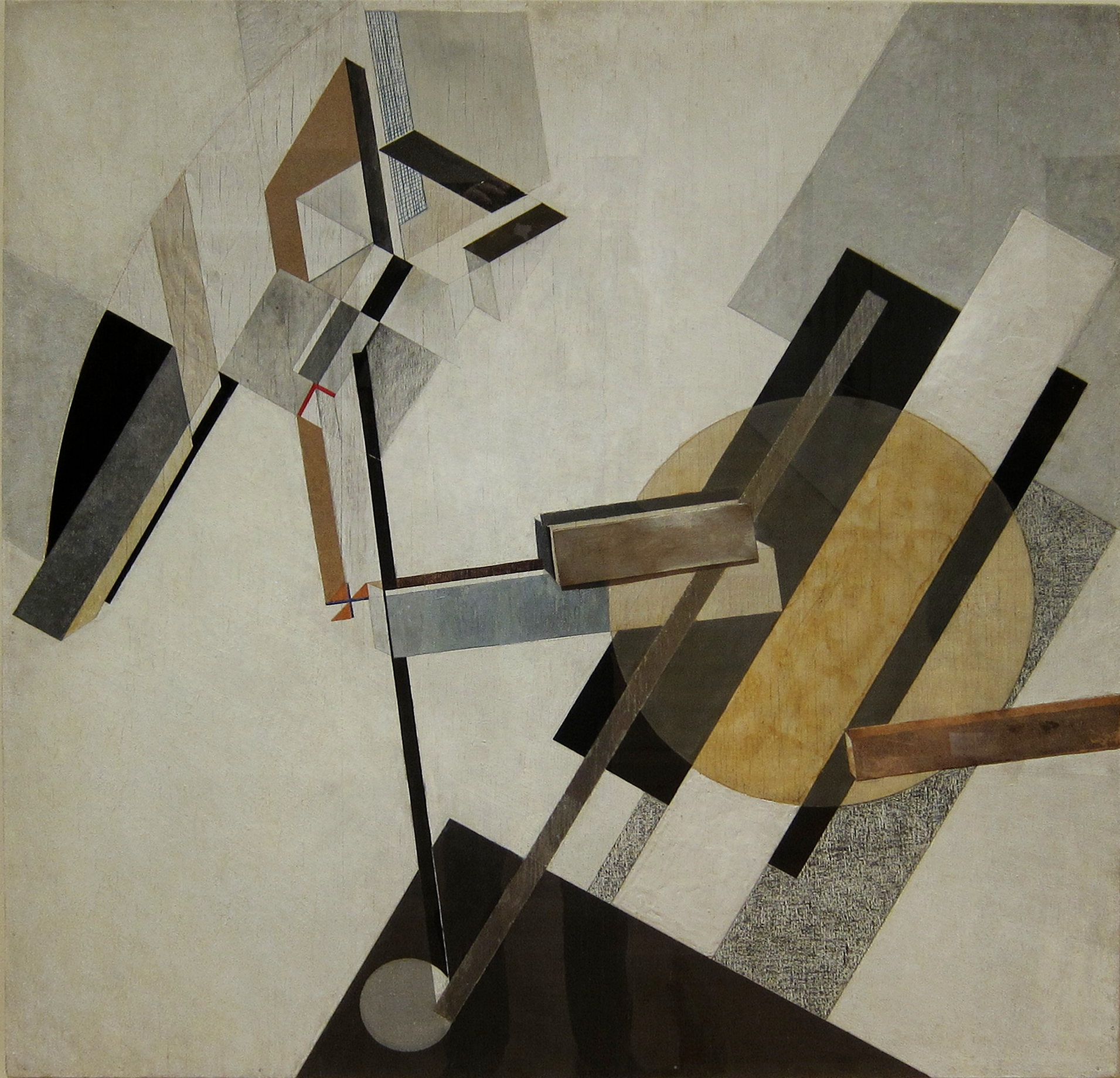
Proun, c.1922, MOMA
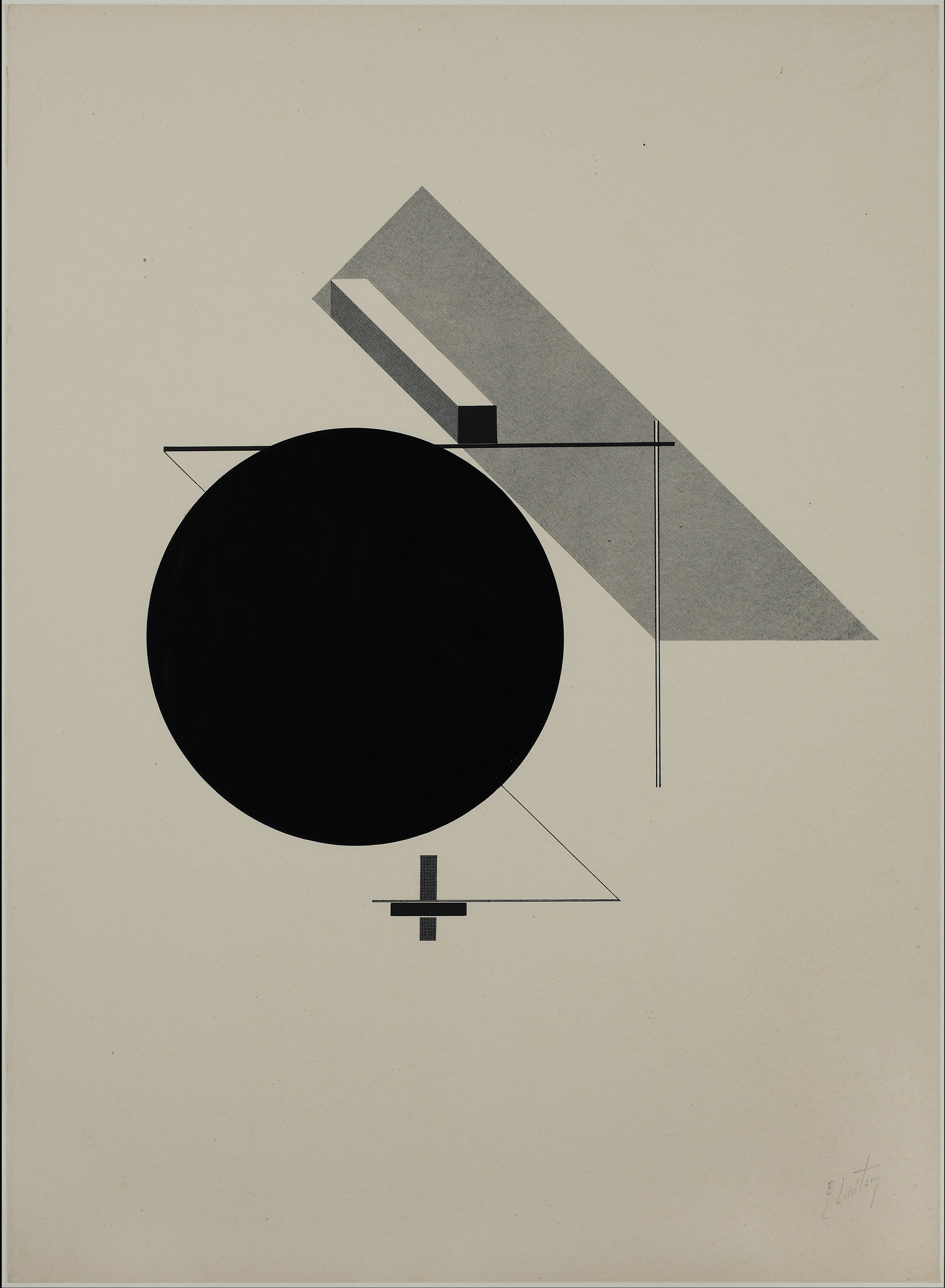
Kestnermappe Proun, Rob. Levnis and Chapman GmbH Hannover #5, 1923
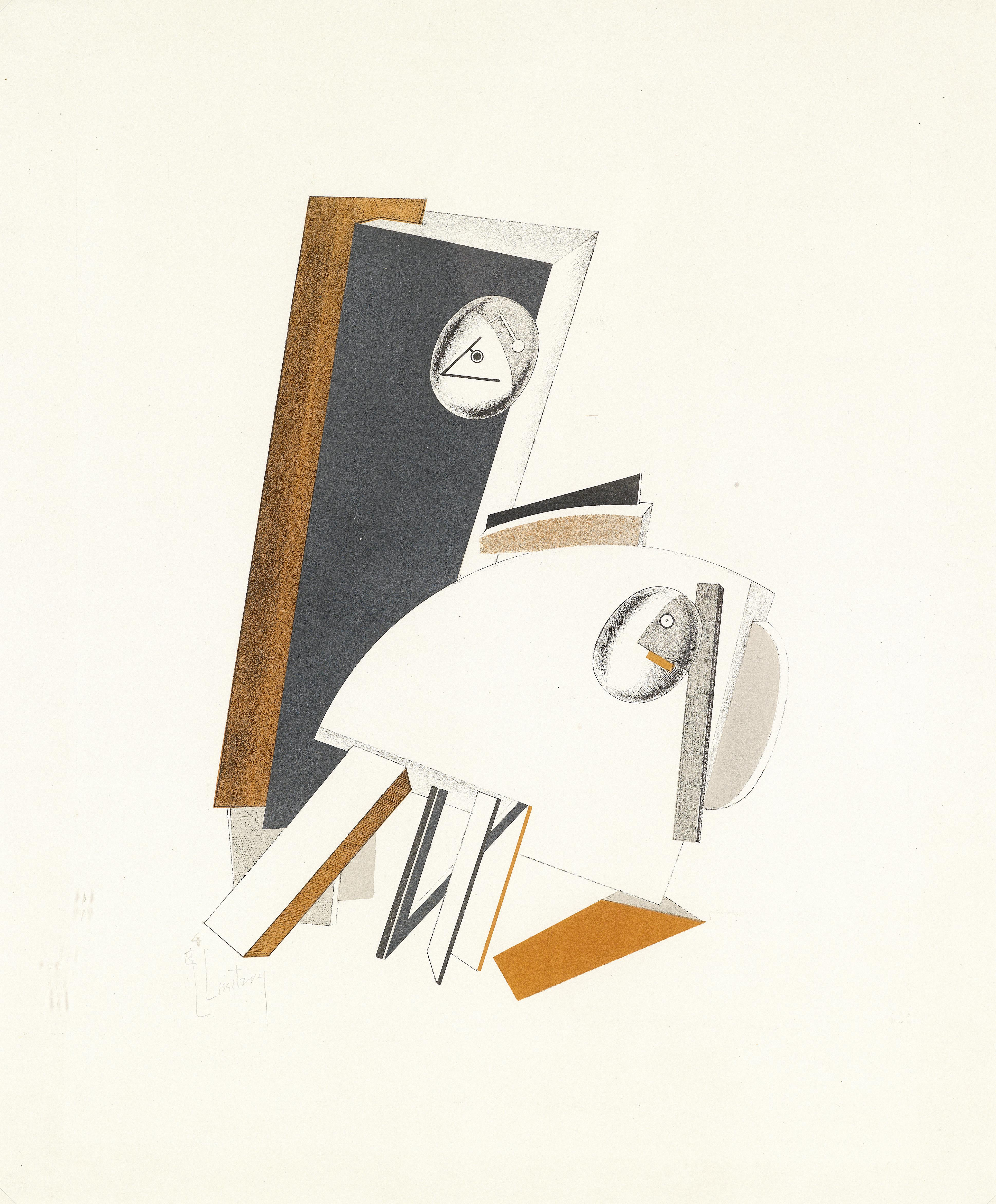
Ängstliche Litho, 1923
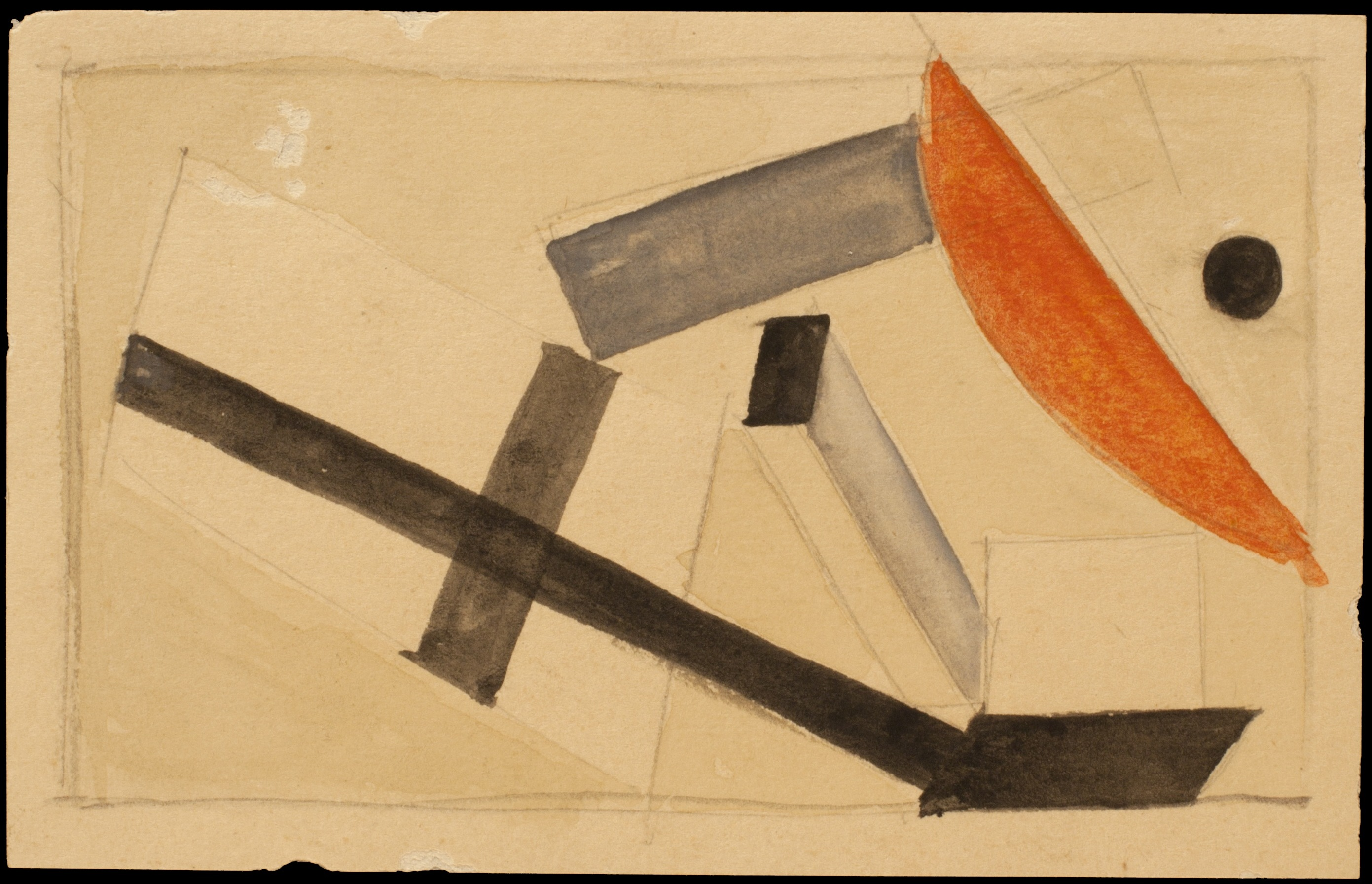
Proun, 1924, Centro M. T. Abraham de Artes Visuales